# Szymon Kossakiewicz
Szymon Stanisław Kossakiewicz, též Szymon Kosakiewicz (12. května 1811 Białka Tatrzańska – 11. března 1878 Białka Tatrzańska), byl rakouský římskokatolický duchovní a politik polské národnosti z Haliče, během revolučního roku 1848 poslanec Říšského sněmu.

## Biografie
Pocházel z rodiny Walentyho Krzakiewicze a Katarzyny rozené Dudové. V roce 1833 byl jako diakon vikářem v Ciężkowicích. Čekal na dosažení věku pro kněžské vysvěcení, které získal roku 1834 v Tarnowě od biskupa Františka Pištěka. Roku 1834 převzal vikariát v Suché, 30. září 1837 v Dębně, později v Odporyszówě, 6. července 1838 ve městě Dąbrowa Tarnowska a 24. února 1840 v Zasowě. Roku 1843 byl vikářem v Bieńkówce. Roku 1849 se uvádí jako Simon Koszakiewicz, farní vikář latinského ritu v obci Bieńkówka.
Během revolučního roku 1848 se zapojil do veřejného dění. Ve volbách roku 1848 byl zvolen i na ústavodárný Říšský sněm. Zastupoval volební obvod Myślenice. Tehdy se uváděl coby farní vikář. Náležel ke sněmovní pravici.
Roku 1850 po kratší dobu působil coby vikář v Zaborówě, téhož roku v Poronině. Roku 1859 se uvádí bez úřadu. 29. září 1861 převzal vikariát v Ździarci a 30. května 1862 v obci Łososina Górna. Od 30. června 1863 byl vikářem v Ludźmierzi, od roku 1865 v Lubańi, od 25. června 1874 v Słopnicích Królewských. Zde měl konflikt s proboštem Wańkiem, který vikáře Kossakiewicze obvinil ze zanedbávání své práce. Posudek děkana J. Szczurka z Tymbarku ovšem následně ukázal, že Kossakiewicz plní své povinnosti řádně. V roce 1875 byl navržen jako vikář v obci Pogórska Wola. Koncem roku 1877 ze zdravotních důvodů odjel do rodné Białky, kde v březnu 1878 zemřel.